# Фрелик (лунный кратер)
Кратер Фрелик (лат. Froelich) — крупный древний ударный кратер в области северного полюса на обратной стороне Луны. Название присвоено в честь американского ракетостроителя Джека Фрёлиха (1921—1967) и утверждено Международным астрономическим союзом в 1970 г. Образование кратера относится к нектарскому периоду.

## Описание кратера

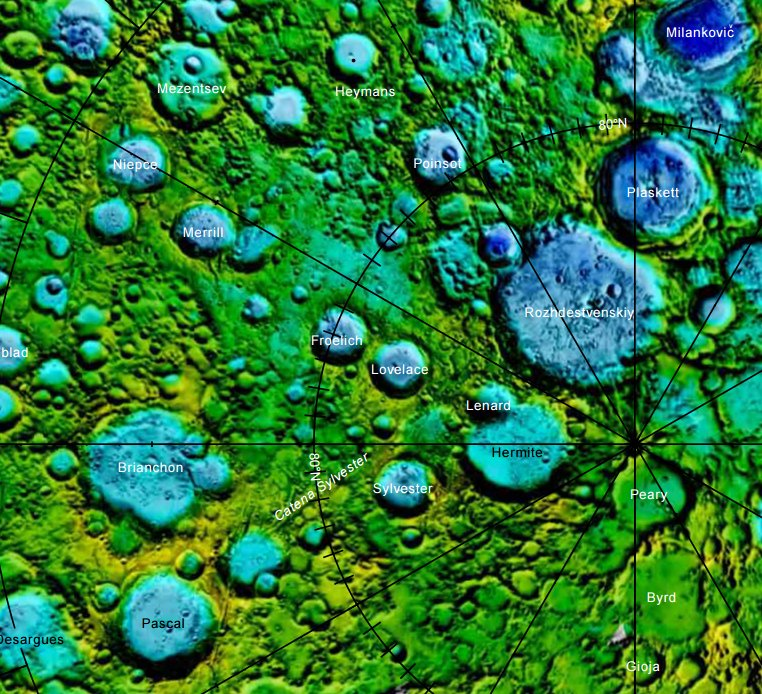
Окрестности кратера Фрелик. Фрагмент карты области северного полюса Луны.

Ближайшими соседями кратера являются кратер Пуансо на западе; кратер Лавлейс на севере; кратер Брианшон на востоке-юго-востоке, а также кратер Меррилл на юге. На востоке от кратера находится цепочка кратеров Сильвестра. Селенографические координаты центра кратера 80°00′ с. ш. 111°38′ з. д. / 80° с. ш. 111,63° з. д., диаметр 56.7 км, глубина 2,5  км.
Кратер Фрелик имеет близкую к циркулярной форму, умеренно разрушен. Вал сглажен, к северо-восточной части вала примыкает приметный чашеобразный кратер. Внутренний склон вала сохранил остатки террасовидной структуры. Высота вала над окружающей местностью достигает 1190 м, объем кратера составляет приблизительно 2800 км³. Дно чаши кратера относительно ровное, в центре чаши расположен небольшой округлый центральный пик, от которого в северо-западном направлении отходит дугообразный хребет.

## Сателлитные кратеры

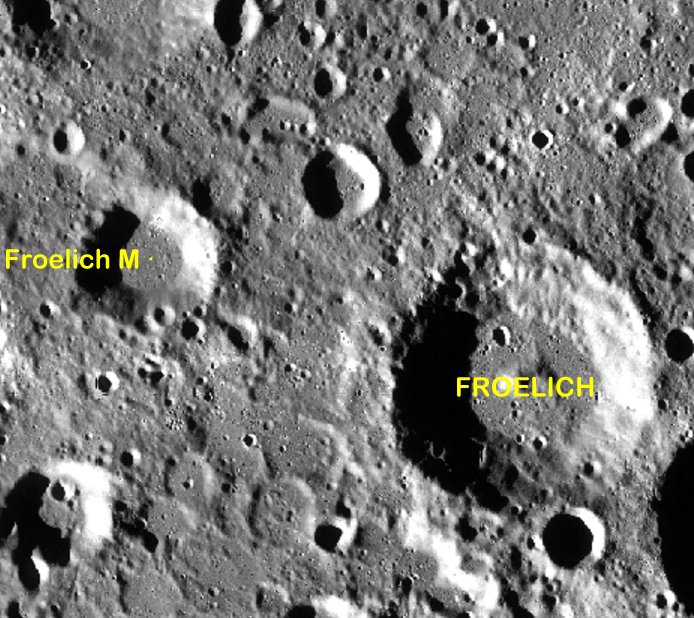
Снимок зонда Lunar Reconnaissance Orbiter (север справа внизу).

| Фрелик | Координаты                                              | Диаметр, км |
| ------ | ------------------------------------------------------- | ----------- |
| M      | 77°19′ с. ш. 110°52′ з. д. / 77,32° с. ш. 110,87° з. д. | 30,1        |